# یعقوب در اسلام
یعقوب بن اسحاق بن ابراهیم پیامبری در اسلام است. نام یعقوب شانزده مرتبه در قرآن ذکر شده‌است. باور بر این است که دو ذکر دیگر نام اسرائیل اشاره به یعقوب دارند.